# 王珉 (1929年)
王珉（1929年12月23日—2008年3月20日），女，浙江海盐人，中华人民共和国政治人物，原化学工业部副部长、高级工程师。

## 生平
1929年生于浙江省海盐县。曾就读于上海市私立南屏女子中学。1946年8月加入中国共产党。1946年11月至1950年7月，先后在清华大学工学院化工系、理学院化学系学习。1950年7月，任北京市公营企业公司生产科科员。1950年12月至1953年，历任北京新华化学试剂研究所、北京化学试剂研究所研究室主任、化验室主任。1953年起至1956年，任北京化学试剂厂车间主任。1956年后，历任北京化工厂副厂长、厂长、代党委书记。1970年至1973年，任北京化工厂革委会副主任、厂长。1973年9月至1983年11月，历任北京化工局科研处处长、副局长兼总工程师。1983年11月至1988年5月，任化学工业部计划司司长。1988年5月至1998年3月，历任化学工业部副部长、技术委员会副主任、经济技术委员会副主任。1998年3月化学工业部撤销后，在国家石油和化学工业局工作。2004年离休。
2008年3月20日在北京逝世。